# Hypolepis resistens
Hypolepis resistens là một loài dương xỉ trong họ Dennstaedtiaceae. Loài này được Hook. mô tả khoa học đầu tiên năm 1852.
Danh pháp khoa học của loài này chưa được làm sáng tỏ. 